# Moovin' 'n' Groovin'
"Moovin' 'n' Groovin" é uma canção single de Duane Eddy do álbum Have 'Twangy' Guitar Will Travel lançado em fevereiro de 1958 com a Jamie Records, em Phoenix, e escrito por Lee Hazlewood.

## Produção
Como o estúdio Phoenix não tinha câmara de eco, Hazlewood comprou um tanque de armazenamento de água de 2.000 galões (7.570 litros) que usou como câmara de eco para acentuar o som "estridente" da guitarra. Também foi usado o riff de abertura da música "Brown Eyed Handosme Man" de Chuck Berry, que logo depois copiado em "Surfin' USA", pelos Beach Boys. A música seguinte, "Rebel 'Rouser", contou com overdub de saxofone do músico de Los Angeles Gil Bernal, e gritos e palmas do grupo doo-wop Rivingtons.

## Avaliação
"Moovin' n' Groovin" alcançou a posição 72 na Billboard Hot 100 no início de 1958.

## Na Cultura Popular
- Ouvido no videogame de 2010, Mafia II.
- Apresentado na biografia de John Lennon de 2009, Nowhere Boy (O garoto de Liverpool).